# 江均
江均（2001年9月11日—）是臺灣男子籃球運動員，場上主打前鋒位置，現效力台灣職業籃球大聯盟臺北台新戰神。

## 早年
江均的表哥是桑一慶，江均畢業於北投國小、金華國中，高中進入南湖高中，高二時在高中籃球聯賽的場均表現為7.4分、8籃板，高三在預賽繳出場均28分、14.7籃板與5.3助攻的成績，吸引了許多大學教練的關注，最後收下108學年度高中籃球聯賽籃板王。高中畢業後加入輔仁大學。2022年曾代表中華臺北參加世界盃亞洲區資格賽第一輪第一、二階段與三對三世界盃。2022年夏天入選中華培訓隊參加BE HEROES籃球經典賽與跨聯盟籃球邀請賽。

## 職業生涯
2024年7月12日，江均在P. LEAGUE+新人選秀會第三輪第二順位被臺北富邦勇士選中。7月23日，江均在台灣職業籃球大聯盟新人選秀會第一輪第六順位被臺北台新戰神選中。8月2日，江均加盟台灣職業籃球大聯盟臺北台新戰神。

## 外部連結
- 江均的Instagram帳戶
- 江均在fiba.basketball（英语）
- 江均在fiba3x3.com（英语）
- 江均在台灣職業籃球大聯盟官網
- 江均在Eurobasket.com（球員）（英语）
- 江均在Proballers（英语）
- 江均在RealGM（球員）（英语）
- 江均在Flashscore（英语）